# Доброалександровка
Доброалександровка (укр. Доброолександрівка, ст.название — 1805 г.-01.02.1945 гг. — Александергильф, 1896—1917 гг. — Алексеевка) — село в Овидиопольском районе Одесской области Украины. Сельскому совету подчинено одно село — Доброалександровка. Расположено на обеих берегах р. Барабой, в 13 км от районного центра. Занимает площадь 5,162 км². Население по переписи 2001 года составляло 1886 человек. Почтовый индекс — 67834. Телефонный код — 4851. Код КОАТУУ — 5123781401.

## История
Немецкая колония Александергильф (нем. Alexanderhilf, 1896—1917 гг. — Алексеевка)основана в 1805 году на обеих берегах р. Барабой на землях, отмежеванных от казенного села Калаглея и частично дачи Г. А. Гагенмейстера. Названа в честь императора Александра Первого. Заселена немцами — выходцами из Вюртемберга, Пфальца, Эльзаса, Венгрии (63 семьи). В первый же год на новом месте умерло большинство колонистов. Новые поселенцы прибывали на протяжении 1807—1817 гг. и 1825 г. из Вюртемберга, Нассау, Моравии, Гессен-Дармштадта, Гамбурга (34 семьи). Земли: в 1857 году — 3044 десятин (50 дворов и 58 безземельных); в 1940 году — 3008га. Население: 936чел.(1859 г.), 702чел.(1887 г.), 901чел.(1887 г.), 837чел.(1916 г.), 930чел.(1918 г.), 1056чел.(1926 г.), 1357чел.(1943 г.), 1370чел. (1944 г.). Все немецкое население села Александергильф выселено 29.03.1944 г.
Колония Александергильф входила в состав Либентальского колонистского округа Одесского уезда (1805—1861 гг.), Гросслибентальской (Мариинской) волости Одесского уезда (1861—1926 гг.), Спартаковского национального немецкого района Одесского округа (1926—1939 гг.), Овидиопольского района (с1939 г.).
Александергильфская евангельско-лютеранская община была утверждена в 1845 г. Однонефная кирха в неоклассическом стиле на 800 мест была построена в 1858 года (заложена 25.04.1857 г.).Храм был перестроен по проекту Х. Г. Бейтельспахера в 1898 г. (алтарь, эмпоры и боковая галерея с колоннами, а также пристроен апсида из двух частей — внутренней с алтарем и внешней (ризницы), затрачено 9000 руб.). В настоящее время перестроена в православный Свято-Николаевский храм и передана православной общине села, зарегистрированной 25.05.1994 г.
Александергильфская школа была открыта в 1806 г. (в некоторых источниках в 1816 г.). Каменное здание школы было построено в 1820 г. (перестроено в 1838 г. и 1861 г.). Школа имела четыре классных комнаты, учительскую, комнату и квартиру для учителя. Первый директор — Леер Меер. В начале 1870 г. в школе училось 170 учеников (69 мальчиков и 101 девочка). В 1887 г. учителями были бывшие ученики Гросслибентальского центрального училища: Д. Д. Маер (плата 350руб. в год), Ф. И. Штромаер (350руб.), Яков Баумгертнер (240руб.). В 1891 г. община выделяла на содержание школа 780руб. За обучение каждого ученика родители платили по 80коп. в месяц. В 1891 г. в школе училось 134 ученика (63 мальчика и 71 девочка). Учитель Закона Божьего — пастор И. К. Альберт (И. Х. Альберт), учитель русского языка И. Ф. Баумгертнер. В 1920-30гг. действовала четырёхклассная школа (директор К.Цирюльник). В 1922 г. стала семилетней и переведена на русский язык обучения. Большинство учителей не могло больше работать в школе поскольку не владела хорошо русским языком.
В 1945 г. Указом ПВС УССР село Александергильф переименовано в Доброалександровку.

## Местный совет
67834, Одесская обл., Овидиопольский р-н, с. Доброалександровка, переул. Школьный, 2